# Georg Grozer junior
Georg Grozer junior bzw. ungarisch György Grózer (* 27. November 1984 in Budapest, Ungarn) ist ein deutscher Volleyballspieler.

## Karriere
Grozer ist der Sohn des Nationalspielers Georg Grozer senior. Seine eigene Karriere begann er 1992 bei Vasas Budapest. Von 1998 bis 2001 spielte er bei Dunaferr SC und trat mit dem Team im Top Teams Cup 2000/01 an. In der folgenden Saison spielte er mit Fino Kaposvár im Top Teams Cup 2001/02. 2002 verließ der Diagonalangreifer die Heimat und wechselte zum deutschen Bundesligisten Moerser SC. Der Verein stieg als Neuling in der Bundesliga-Saison 2002/03 direkt wieder ab. 2004/05 war Moers zurück in der ersten Liga und wurde direkt Bundesliga-Dritter und kam außerdem ins Pokal-Halbfinale. Dadurch war Grozer mit dem MSC im Top Teams Cup 2005/06 vertreten. Im DVV-Pokal unterlagen die Moerser erst im Endspiel gegen den VfB Friedrichshafen und in der Bundesliga demselben Gegner im Playoff-Viertelfinale. Zur Saison 2006/07 wurde Grozer senior Trainer in Moers. Der Verein erreichte erneut das Pokalfinale gegen Friedrichshafen, musste sich jedoch im Playoff-Viertelfinale gegen Düren geschlagen geben. 2007 wurde der gebürtige Ungar Grozer wie sein Vater in Deutschland eingebürgert. Mit der deutschen Nationalmannschaft wurde er Fünfter der Europameisterschaft. In der Saison 2007/08 kam das Pokal-Aus gegen die Häfler bereits im Viertelfinale, aber in der Bundesliga wurde Moers Vierter. Im April/Mai 2008 spielte Grozer leihweise beim italienischen Zweitligisten Esse-ti Carilo Loreto, um dort den verletzten Christian Dünnes zu ersetzen. Bei den Olympischen Spielen 2008 gehörte er nicht zum Kader.
Anschließend wechselte der Diagonalangreifer nach Friedrichshafen. Friedrichshafen erreichte in der Champions League 2008/09 das Viertelfinale. Im DVV-Pokal 2008/09 schied der VfB gegen Haching aus, wurde dann aber gegen denselben Gegner im Playoff-Finale deutscher Meister. Mit der Nationalmannschaft gewann Grozer die Volleyball-Europaliga 2009 und wurde Sechster der Europameisterschaft. Mit Friedrichshafen gab es neben der Top12 in der Champions League 2009/10 im DVV-Pokal das Halbfinal-Aus gegen Düren, bevor in der Bundesliga die Titelverteidigung. Die Nationalmannschaft erreichte mit Grozer bei der Weltmeisterschaft 2010 den achten Platz.
Anschließend wechselte Grozer zum polnischen Erstligisten Asseco Resovia Rzeszów. Im CEV-Pokal 2010/11 erreichte er mit dem Verein das Halbfinale. Ende 2010 wurde der Diagonalangreifer erstmals als Deutschlands Volleyballer des Jahres ausgezeichnet. Zur Europameisterschaft 2011 kehrte er nach medizinischen Problemen in die Nationalmannschaft zurück, konnte aber das Aus nach der Vorrunde nicht verhindern. Trotzdem gab es die nächste Auszeichnung als Volleyballer des Jahres. Im CEV-Pokal 2011/12 unterlag er mit Rzeszów erst im Finale gegen Moskau. Anschließend gewann der Verein die polnische Meisterschaft. In der Volleyball-Weltliga 2012 wurde Deutschland mit Grozer Fünfter. Das gleiche Ergebnis gab es bei den Olympischen Spielen in London nach dem Viertelfinal-Aus gegen Bulgarien.
2012 wechselte Grozer zum russischen Verein Lokomotive Belgorod. Mit dem Verein gewann er in der Saison 2012/13 das russische Double aus Pokal und Meisterschaft. Bei der Europameisterschaft schied er mit Deutschland im Viertelfinale gegen Bulgarien aus. Mit Belgorod gewann er in der Saison 2013/14 zunächst die Champions League und dann auch noch die Klub-Weltmeisterschaft. Bei der WM in Polen führte er die Nationalmannschaft zum dritten Platz, was die erste WM-Medaille für Deutschland bedeutete. Außerdem erhielt Grozer in den Jahren 2012 bis 2014 drei weitere Auszeichnungen als Volleyballer des Jahres.
In der Champions League schied Belgorod mit Grozer in der Playoff-12-Runde gegen Ankara aus. 2015 wechselte der Diagonalangreifer nach Südkorea zu Daejeon Samsung Fire Bluefangs. In der Saison 2016/17 spielte er bei Shanghai Golden Age VC und wurde mit dem Verein chinesischer Meister. Mit der Nationalmannschaft unterlag er bei der Europameisterschaft 2017 erst im Finale gegen Russland. Danach erreichte er mit VK Lokomotiv Nowosibirsk in der Champions League 2017/18 die Top6 und spielte anschließend nochmal in Belgorod. In der folgenden Saison kam er mit VK Zenit Sankt Petersburg ins Champions-League-Viertelfinale. Ein Jahr später erreichte er mit dem Verein das Halbfinale im CEV-Pokal, aber das russische Duell gegen Nowosibirsk wurde wegen der Corona-Pandemie abgebrochen.
2020 wechselte Grozer zum italienischen Erstligisten Gas Sales Piacenza Volley. In der folgenden Saison spielte er beim Ligakonkurrenten Vero Volley Monza, mit dem er den CEV-Pokal 2021/22 gewann. 2023 wurde der Diagonalangreifer vom türkischen Arkasspor İzmir verpflichtet. Im Herbst führte er die Nationalmannschaft zum Sieg im Qualifikationsturnier für die Olympischen Spiele 2024. Dafür erhielt er Ende 2023 seine sechste Auszeichnung als Volleyballer des Jahres. Im CEV-Pokal 2023/24 unterlag er mit Izmir im Halbfinale gegen die SVG Lüneburg. Beim olympischen Turnier erreichte er mit dem deutschen Team das Viertelfinale gegen Frankreich, das im Tiebreak verloren ging. Nach dem Turnier erklärte er, dass er seine Karriere in der Nationalmannschaft noch mindestens bis zur Weltmeisterschaft 2025 fortsetzen möchte. Im Dezember wurde Grozer zum siebten Mal als Volleyballer des Jahres ausgezeichnet.

## Privates
Grozer war zunächst mit der Polin Violetta verheiratet. Er hat zwei Töchter mit ihr, trennte sich aber 2018 von ihr. Danach begann er eine neue Beziehung mit der tschechischen Volleyballspielerin Helena Havelková. Im Juli 2024 heiratete er sie.
Grozers Schwester Dora, sein Bruder Tim und seine Tochter Leana spielen bzw. spielten ebenfalls in der ersten Liga Volleyball.